# Het geheim van Lord Cammarleigh
Het geheim van Lord Cammarleigh is een hoorspel naar Lord Cammarleigh’s Secret - a Fairy Story of To-day (1907) van Roy Horniman. Het werd bewerkt door Basil Dawson en vertaald door Geert Stevens. De VARA zond het uit op woensdag 23 februari 1955, door Jan C. Hubert aan de vleugel voorzien van muzikale illustraties naar bekende motieven. De regisseur was S. de Vries jr. Het hoorspel duurde 80 minuten.

## Rolbezetting
- Paul van der Lek (Anthony Brooke)
- Wam Heskes (Lord Cammarleigh)
- Willy Brill (Sybil Travers)
- Peronne Hosang (Lady Edith Travers)
- Enny Mols-de Leeuwe (Mrs. Westerby)
- Frans Somers (Lord Cyril Bruton)
- Tine Medema (Lady Bruton)
- Erik Plooyer (Lionel Bruton, hun zoon)
- Peter Aryans (de hertog van Frant)
- Betty Kapsenberg (Mrs. Leech, de hospita)
- Charles Mögle (Gregsbury, de butler)
- Piet te Nuyl sr. (burgemeester Baker)
- Jan de Lang (een koetsier)

## Inhoud
Anthony Brooke, een berooid toneelspeler, heeft geen geld meer om zijn huur te betalen en zijn hospita weigert hem nog een ontbijt te bezorgen. Hij besluit het toneel te verlaten en wil nu uit zijn moeilijke situatie geraken door Lord Cammarleigh te chanteren. Hij is op twee na de rijkste edelman van Engeland (maar ook de gierigste) en het troetelkind van de journalisten. Brooke observeert hem een paar dagen en ziet dat hij de indruk maakt opgejaagd wild te zijn. Hij rijdt per koets naar hem toe en deelt hem mee “dat hij op de hoogte is van alles”, “dat hij het geheim van de Lord kent”…